# Cicindela punctulata
Cicindela punctulata este o specie de insecte coleoptere descrisă de Olivier în anul 1790. Cicindela punctulata face parte din genul Cicindela, familia Carabidae.

## Subspecii
Această specie cuprinde următoarele subspecii:
- C. p. chihuahuae
- C. p. punctulata